# Comasarcophaga
Comasarcophaga is een vliegengeslacht uit de familie van de dambordvliegen (Sarcophagidae).

## Soorten
- C. nexilis (Reinhard, 1945)
- C. prolepsis (Reinhard, 1947)
- C. texana Hall, 1931